# Provincia de Sorsogón
Sorsogón es una provincia de Filipinas situada en el sur de la región de Bícol, al sur de la isla de Luzón. Su capital es la ciudad de Sorsogón. Al norte se encuentra la provincia de Albay. Sorsogón está en vanguardia de la península de Bícol y hace frente a la isla de Sámar al sureste más allá del estrecho de Santo Bernardino.

## Historia
El 22 de abril de 1948 la sede del gobierno del municipio de Barcelona queda transferido de la población en el sitio de Mapapac, barrio de Paghaluban del mismo municipio.

## División territorial
Estos son los municipios de la provincia, con capital en la ciudad de Sorsogón.
| Nombre          | Población (censo de 2020) | Número de barangayes |
| --------------- | ------------------------- | -------------------- |
| Barcelona       | 20 987                    | 25                   |
| Bulan           | 105 190                   | 63                   |
| Bulusan         | 23 932                    | 24                   |
| Casiguran       | 35 602                    | 25                   |
| Castilla        | 60 635                    | 34                   |
| Donsol          | 50 281                    | 51                   |
| Gubat           | 60 294                    | 42                   |
| Irosin          | 59 267                    | 28                   |
| Juban           | 35 297                    | 25                   |
| Magallanes      | 37 411                    | 34                   |
| Matnog          | 41 989                    | 40                   |
| Pilar           | 75 793                    | 49                   |
| Prieto Díaz     | 22 644                    | 23                   |
| Santa Magdalena | 17 096                    | 14                   |
| Sorsogón        | 182 237                   | 64                   |